# Enola Gay
Enola Gay es el nombre de un avión bombardero Boeing B-29 Superfortress que fue bautizado así en honor a Enola Gay Tibbets, madre de su piloto Paul Tibbets. El 6 de agosto de 1945, durante los últimos compases de la Segunda Guerra Mundial, el Enola Gay se convirtió en el primer avión en lanzar una bomba atómica, la Little Boy, que cayó sobre la ciudad japonesa de Hiroshima y la arrasó casi por completo. El bombardero también participó tres días después en el segundo ataque atómico como avión de reconocimiento sobre el objetivo primario, la ciudad de Kokura, pero la excesiva nubosidad y el humo procedente del bombardeo de una ciudad cercana obligaron a lanzar la bomba atómica sobre Nagasaki. En esta ocasión la bomba la transportaba otro bombardero B-29, Bockscar.
Tras el fin de la guerra el Enola Gay regresó a Estados Unidos y operó desde el aeródromo Roswell, en Nuevo México. En 1946 voló hasta el atolón Kwajalein para intervenir en las pruebas nucleares de la Operación Crossroads pero el bombardero no fue elegido para las pruebas de lanzamiento en el atolón Bikini. Ese mismo año la propiedad del Enola Gay fue transferida al Instituto Smithsoniano y por ello las Fuerzas Aéreas estadounidenses lo trasladaron a Washington D. C., donde permaneció durante muchos años aparcado a la intemperie y al alcance de todos los que quisieran quedarse con algún recuerdo del aparato. Fue desmantelado y transportado a los almacenes del Smithsoniano en Suitland, Maryland, en 1961.
En la década de 1980 varios grupos de veteranos de la guerra mundial comenzaron a solicitar al Smithsoniano que expusiera el Enola Gay y su restauración empezó en 1984. La cabina y la parte frontal del bombardero ya restauradas estuvieron en exposición en el Museo Nacional del Aire y el Espacio de Estados Unidos, ubicado en el centro de Washington D. C., para la conmemoración en 1995 del 50.º Aniversario del bombardeo atómico, una exhibición no exenta de polémica. Desde 2003, el B-29 íntegramente restaurado se puede contemplar en el Centro Steven F. Udvar-Hazy del Smithsoniano, junto al Aeropuerto Internacional de Washington-Dulles.

## Segunda Guerra Mundial

### Construcción y primeras misiones
El Enola Gay (número de modelo B-29-45-MO, número de serie 44-86292) fue construido por la Glenn L. Martin Company —actual Lockheed Martin— en su factoría de Bellevue (Nebraska) ubicada en lo que la actualidad es la Base de la Fuerza Aérea Offutt. El bombardero era uno de los quince B-29 llamados «Silverplate», aparatos especialmente modificados para lanzar bombas atómicas que contaban con una bodega para este tipo de bombas con puertas de accionamiento neumático, un sistema británico de acoplamiento y lanzamiento de bombas, hélices de paso variable que podían crear una inversión del flujo de aire y, por tanto, del empuje para potenciar la frenada durante el aterrizaje, motores más avanzados con inyección de combustible y mejor refrigeración, así como ausencia tanto de blindaje de protección como de torretas de artillería.

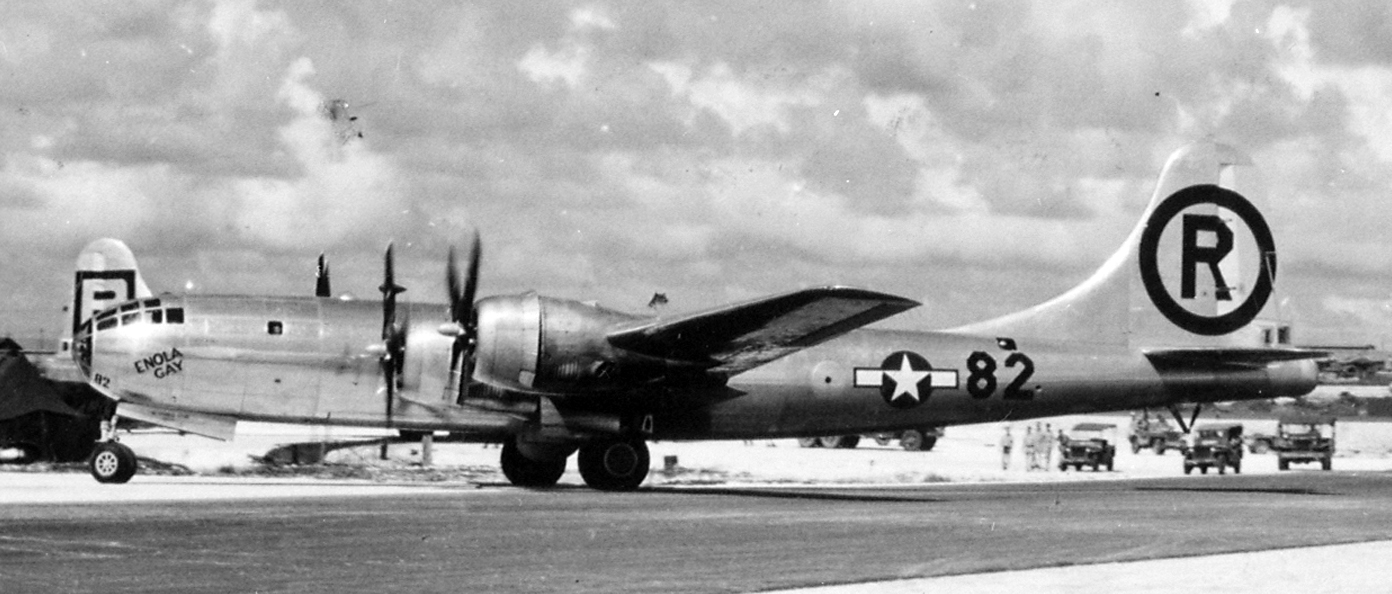
El Enola Gay después del bombardeo de Hiroshima.

Este bombardero fue escogido personalmente el 9 de mayo de 1945 por el coronel Paul Tibbets, comandante del 509.º Grupo de Operaciones, cuando la aeronave todavía estaba en la línea de ensamblaje. El bombardero fue aceptado por las Fuerzas Aéreas del Ejército de los Estados Unidos el 18 de mayo y asignado al Escuadrón de Bombardeo 393d. Una tripulación encabezada por el capitán Robert A. Lewis se encargó de la entrega del aparato y voló en él desde Omaha hasta la base del 509.º Grupo de Operaciones en Wendover (Utah) donde aterrizó el 14 de junio de 1945.
Trece días después, el Enola Gay despegó de Wendover y voló hasta la isla de Guam, en el océano Pacífico, donde se le practicaron algunas modificaciones en la bodega de bombas tras lo cual el 6 de julio se desplazó a la isla de Tinian. En principio al bombardero se le asignó el número de identificación Victor 12 pero el 1 de agosto se le pintó en la cola una gran letra R dentro de un círculo, símbolo del 6.º Grupo de Bombardeo, como medida de seguridad y se cambió su número de identificación por el de Victor 82. Durante el mes de julio el aparato realizó ocho vuelos de entrenamiento y participó en dos misiones, los días 24 y 26 de julio, en las que bombardeó objetivos industriales de Kōbe y Nagoya. El 31 de julio el Enola Gay realizó un vuelo de ensayo para la misión de bombardeo atómico.

### Bombardeo de Hiroshima

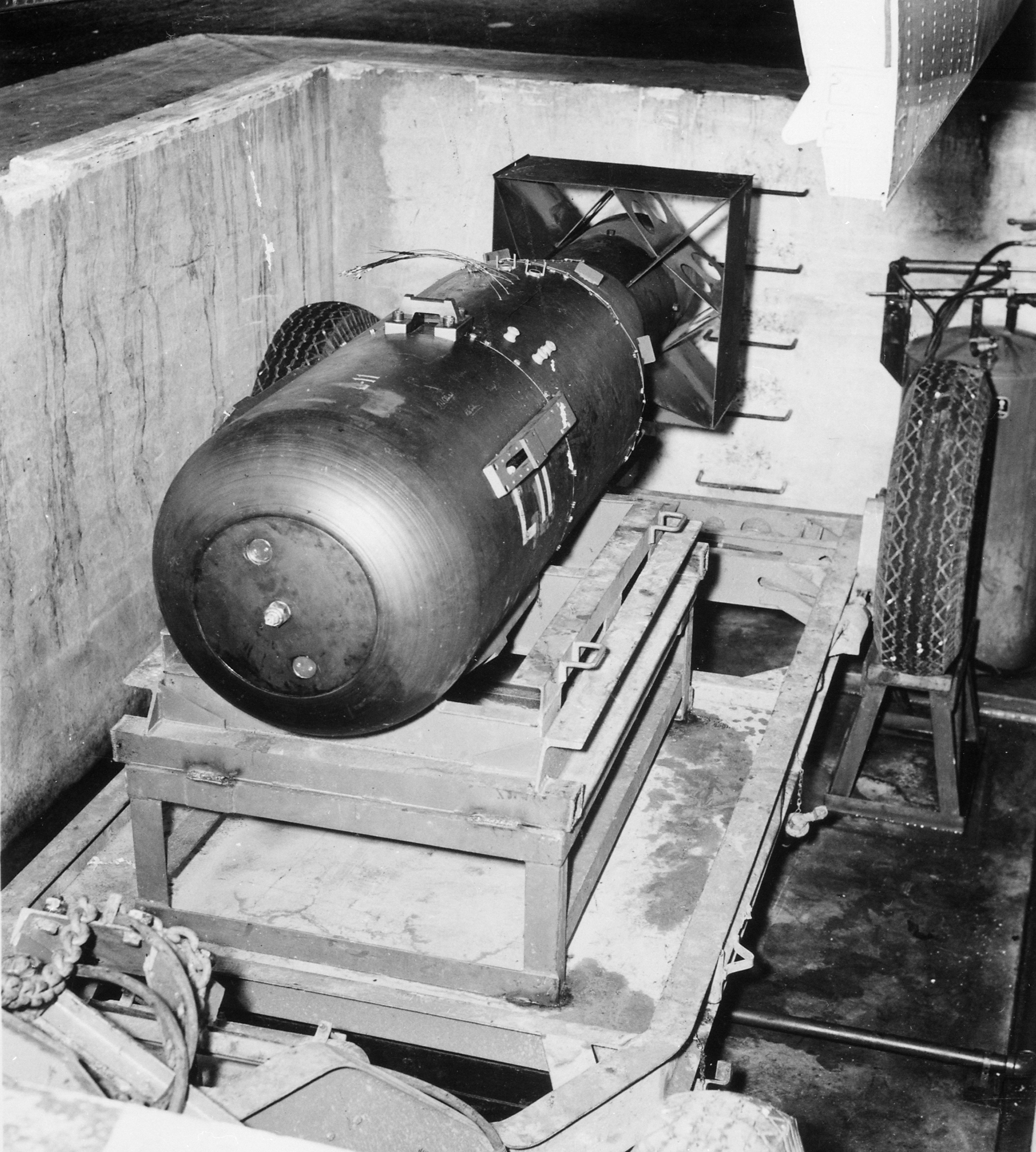
La bomba nuclear Little Boy en Tinian, antes de ser cargada en el Enola Gay.

El 5 de agosto de 1945, durante los preparativos para la primera misión atómica, Paul Tibbets asumió el mando del bombardero B-29 y lo bautizó con el nombre de su madre, Enola Gay Tibbets. El piloto dijo después sobre esta elección: «En ese momento me acordé de mi valiente madre pelirroja, cuya tranquila confianza había sido un firme apoyo durante mi infancia, y especialmente cuando decidí renunciar a la carrera de medicina para convertirme en piloto militar».
Allan L. Karl, miembro del 509.º Grupo de Operaciones, pintó el nombre en el bombardero. El que hasta entonces había sido piloto del aparato, Robert Lewis, se disgustó por ser sustituido por Tibbets en esta importante misión y además se enfureció cuando la mañana del 6 de agosto de 1945 vio pintado en el avión el hoy famoso nombre de la madre de Tibbets.
La ciudad japonesa de Hiroshima era el objetivo de la primera misión de bombardeo nuclear que se iba a llevar a cabo el 6 de agosto, mientras que Kokura y Nagasaki eran los objetivos alternativos. El Enola Gay pilotado por Tibbets despegó de la isla de Tinian, a una distancia de seis horas de vuelo de Japón, acompañado por otros dos bombarderos B-29, The Great Artiste, que portaba instrumentación, y otro aparato que entonces no tenía nombre, pero que luego fue bautizado como Necessary Evil, comandado por el capitán George Marquardt  con la misión de tomar fotografías. El director del proyecto Manhattan, el general Leslie Groves, quería filmar el evento para la posteridad y por ello la pista de despegue se iluminó con reflectores. Antes de despegar, Tibbets se asomó por una ventanilla de la cabina y saludó a los espectadores y cámaras allí presentes.

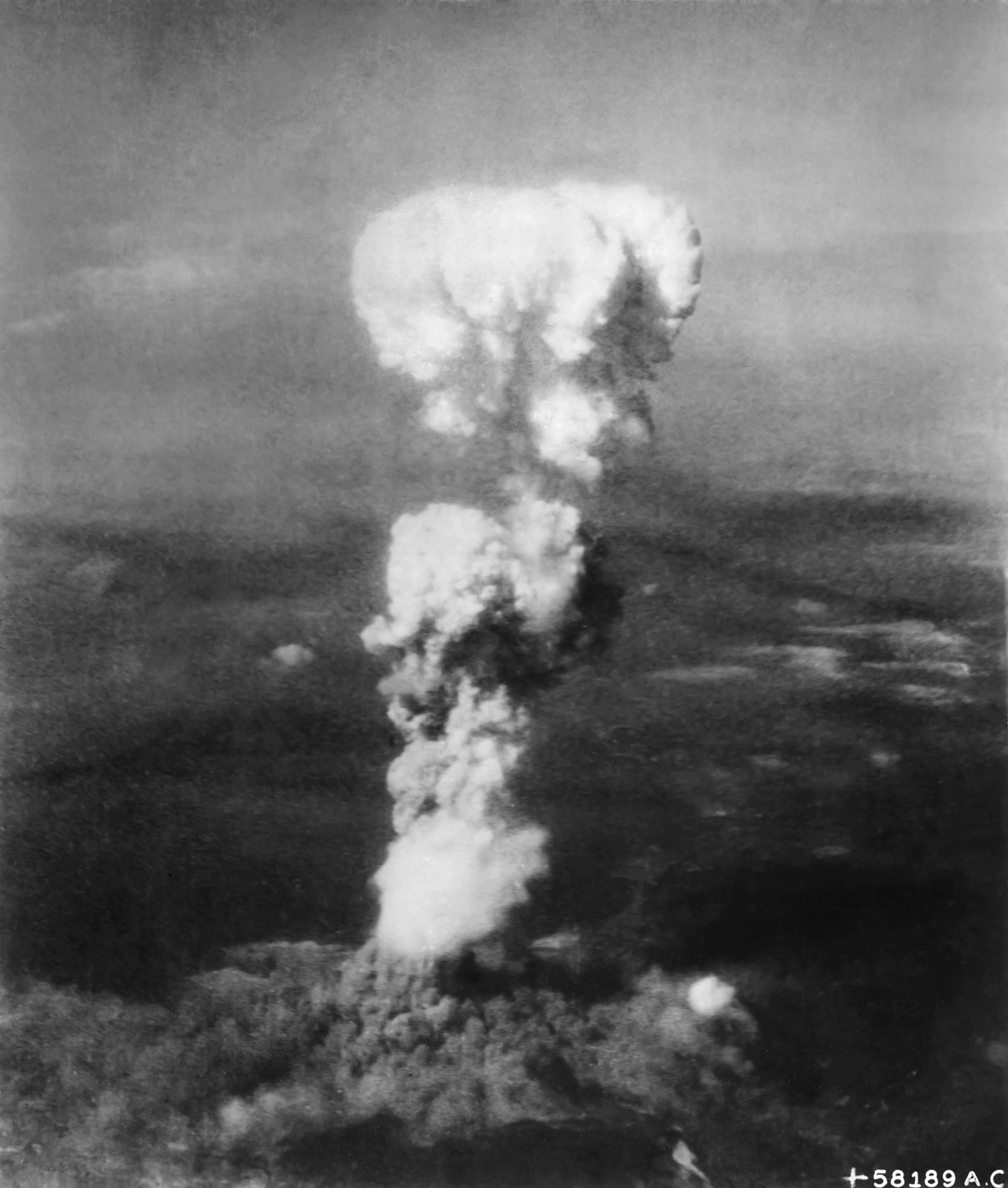
Nube de hongo de la explosión nuclear sobre Hiroshima el 6 de agosto de 1945.

Después de dejar atrás Tinian, las aeronaves se separaron mientras volaban hacia Iwo Jima y allí se reencontraron a una altitud de 2440 metros para seguir juntos en dirección a Japón. Los bombarderos llegaron sobre el objetivo con visibilidad clara a una altitud de 9855 m. El capitán William Sterling Parsons, que estaba al mando de la misión de bombardeo atómico, terminó de armar la bomba durante el vuelo a fin de minimizar los riesgos durante el despegue. Su asistente, el teniente Morris Jeppson, retiró los dispositivos de seguridad treinta minutos antes de alcanzar el objetivo.
El lanzamiento de la Little Boy se produjo a las 08:15, hora de Hiroshima, según lo planeado. Cayó durante 43 segundos desde los 9470 metros a los que volaba el bombardero y detonó, como estaba previsto, a 600 m de altura sobre la ciudad. El Enola Gay voló 18,5 km antes de sentir la onda expansiva de la detonación, aunque no sufrió ningún daño. La detonación provocó una explosión equivalente a 16 kilotones de TNT, a pesar de lo cual se considera que fue una detonación muy ineficiente en la que solo se fisionó en 1,7% del material fisible. El radio de destrucción total fue de 1,6 km y se incendiaron 11 km² de terreno. Los estadounidenses estimaron que resultaron arrasados 12 km² de ciudad y los oficiales japoneses calcularon que el 69 % de los edificios resultaron destruidos y un 6 o 7 % dañados. La explosión acabó con la vida de entre 70 000 y 80 000 personas, un tercio de la población de la ciudad, ya sea por la explosión o por la tormenta ígnea, y otras 70 000 resultaron heridas de diversa consideración. Solo 20 000 de los fallecidos eran militares.

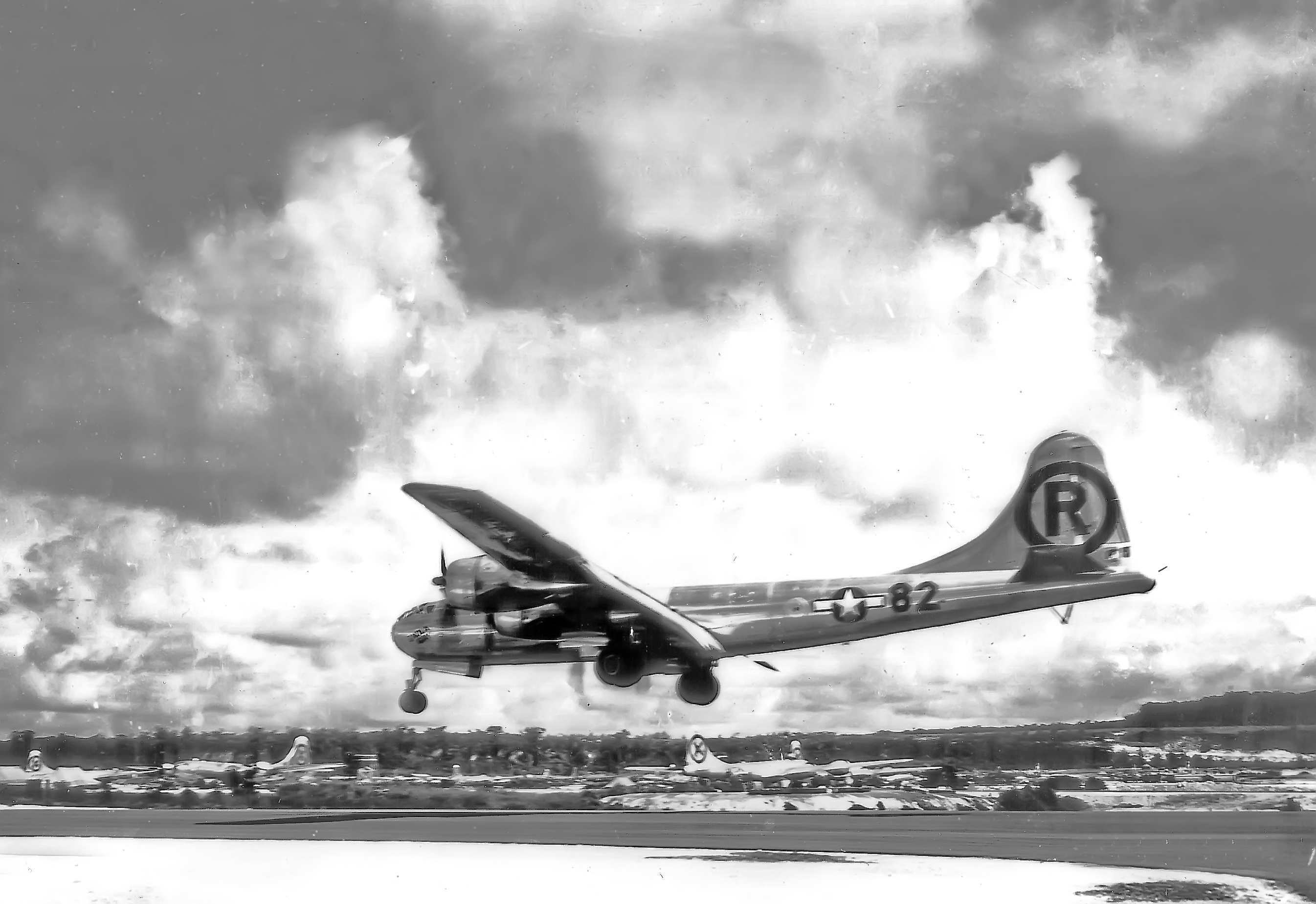
El Enola Gay aterrizando en Tinian después de lanzar la bomba sobre Hiroshima.

El Enola Gay regresó indemne a su base en la isla de Tinian, donde fue recibido con celebraciones a las 2:58 p. m., 12 horas y 13 minutos después de iniciar la misión. Los otros dos bombarderos B-29 aterrizaron poco después. Varios cientos de personas, entre ellos periodistas y fotógrafos, se reunieron para recibir a las tres aeronaves. Tibbets fue el primero en descender del Enola Gay y en ese mismo momento se le condecoró con la Cruz por Servicio Distinguido.

### Bombardeo de Nagasaki
Hiroshima no fue la única ciudad atacada con una bomba atómica. Estaba previsto que el día 11 de agosto se lanzara una segunda y devastadora bomba nuclear, pero la operación se adelantó al 9 de agosto debido a la previsión de mal tiempo. En esa ocasión la bomba se bautizó con el nombre de Fat Man y se ocupó de su lanzamiento  otro bombardero B-29, de nombre Bockscar, pilotado por el mayor Charles W. Sweeney. El Enola Gay también participó en esta ocasión, pilotado por George Marquardt y con la misión de informar del clima sobre la ciudad de Kokura, que era el objetivo a atacar. Desde el Enola Gay se informó de buen tiempo, pero cuando el bombardero Bockscar llegó, la ciudad estaba oscurecida por el humo procedente del bombardeo de la cercana ciudad de Yawata, arrasada el día anterior por el ataque de 227 bombarderos B-29 con bombas convencionales. Después de sobrevolar en tres ocasiones la ciudad, Bockscar puso rumbo al objetivo secundario, Nagasaki, donde finalmente dejó caer su bomba. En contraste con la misión de Hiroshima, y a pesar de lograr sus objetivos, el bombardeo de Nagasaki ha sido descrito como tácticamente fallido. La tripulación se topó con varios problemas en su ejecución y las aeronaves estaban con muy poco combustible cuando aterrizaron en el aeródromo de Yontan en Okinawa.

## Tripulantes

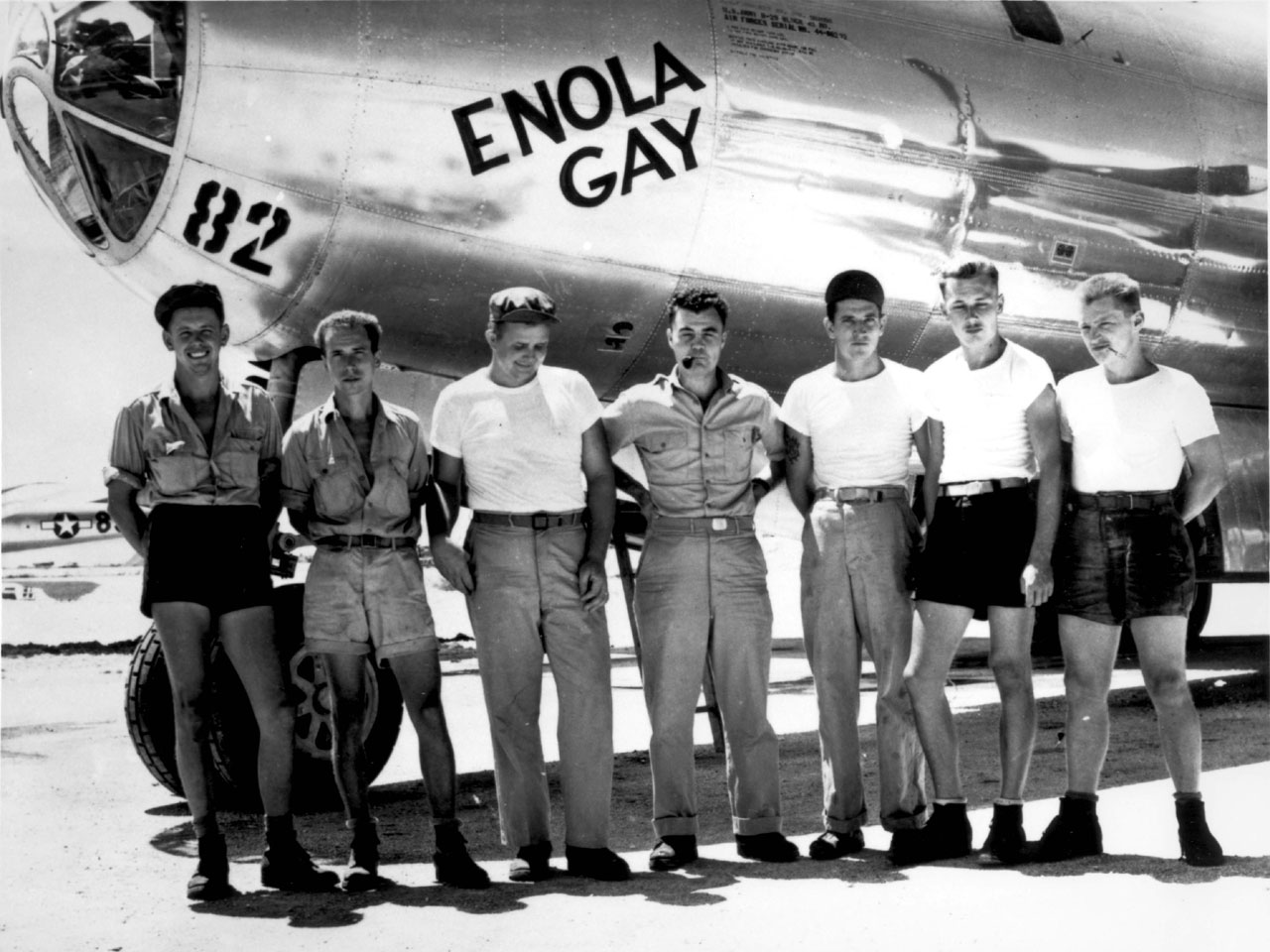
El piloto Paul Tibbets (centro) con el equipo de tierra del Enola Gay.

Los doce tripulantes del Enola Gay durante el bombardeo de Hiroshima el día 6 de agosto de 1945 fueron:
- Coronel Paul Tibbets (piloto y comandante de la aeronave)
- Capitán Robert Lewis (copiloto)
- Capitán Theodore Van Kirk (navegante)
- Mayor Thomas Ferebee (bombardero)
- Teniente Jacob Beser (oficial de contramedidas electrónicas)
- Capitán William «Deak» Parsons (encargado de armar el detonador de la bomba)
- Segundo teniente Morris Jeppson (técnico electrónico, encargado de activar la electrónica de la bomba)
- Sargento Joe Stiborik (operador de radar)
- Sargento George R. Caron (artillero de cola)
- Sargento Wayne Duzenberry (ingeniero de vuelo)
- Sargento Robert Shumard (segundo ingeniero de vuelo)
- Soldado Richard Nelson (operador de radio)

## Historia posterior
El 6 de noviembre de 1945, Robert Lewis voló de regreso a Estados Unidos en el Enola Gay y aterrizó en la nueva base del 509.º Grupo Compuesto en el aeródromo Roswell, Nuevo México, el 8 de noviembre. El 29 de abril de 1946 el bombardero despegó de Roswell para participar en las pruebas nucleares de la Operación Crossroads y el 1 de mayo aterrizó en el atolón Kwajalein, en medio del océano Pacífico. El bombardero no resultó escogido para las pruebas de lanzamiento de bombas en el atolón Bikini por lo que despegó de Kwajalein el 1 de julio, el día de la detonación nuclear, y llegó al aeródromo Fairfield-Suisun, en California al día siguiente.
La decisión de no utilizar el Enola Gay en estas pruebas estuvo motivada porque se quería preservar el aparato y por ello el 24 de julio de 1946 voló hasta la Base de la Fuerza Aérea Davis-Monthan, en Arizona, en preparación de su almacenaje. El 30 de agosto de ese año la titularidad del bombardero se transfirió al Instituto Smithsoniano y el Enola Gay fue dado de baja en el registro de la fuerza aérea estadounidense. Desde 1946 hasta 1961, el aparato permaneció en almacenaje temporal en varios lugares: entre el 1 de septiembre de 1946 y el 3 de julio de 1949 estuvo en la base Davis-Monthan, después voló al aeródromo Orchard Place, en Park Ridge (Illinois), pilotado por Paul Tibbets para que fuera aceptado por el Smithsoniano. El 12 de enero de 1952 pasó a la base aérea de Pyote, Texas, y el 2 de diciembre de 1953 el bombardero tuvo que ser trasladado a la Base de la Fuerza Aérea Andrews, en Maryland, porque el Smithsoniano no tenía espacio para almacenarlo.

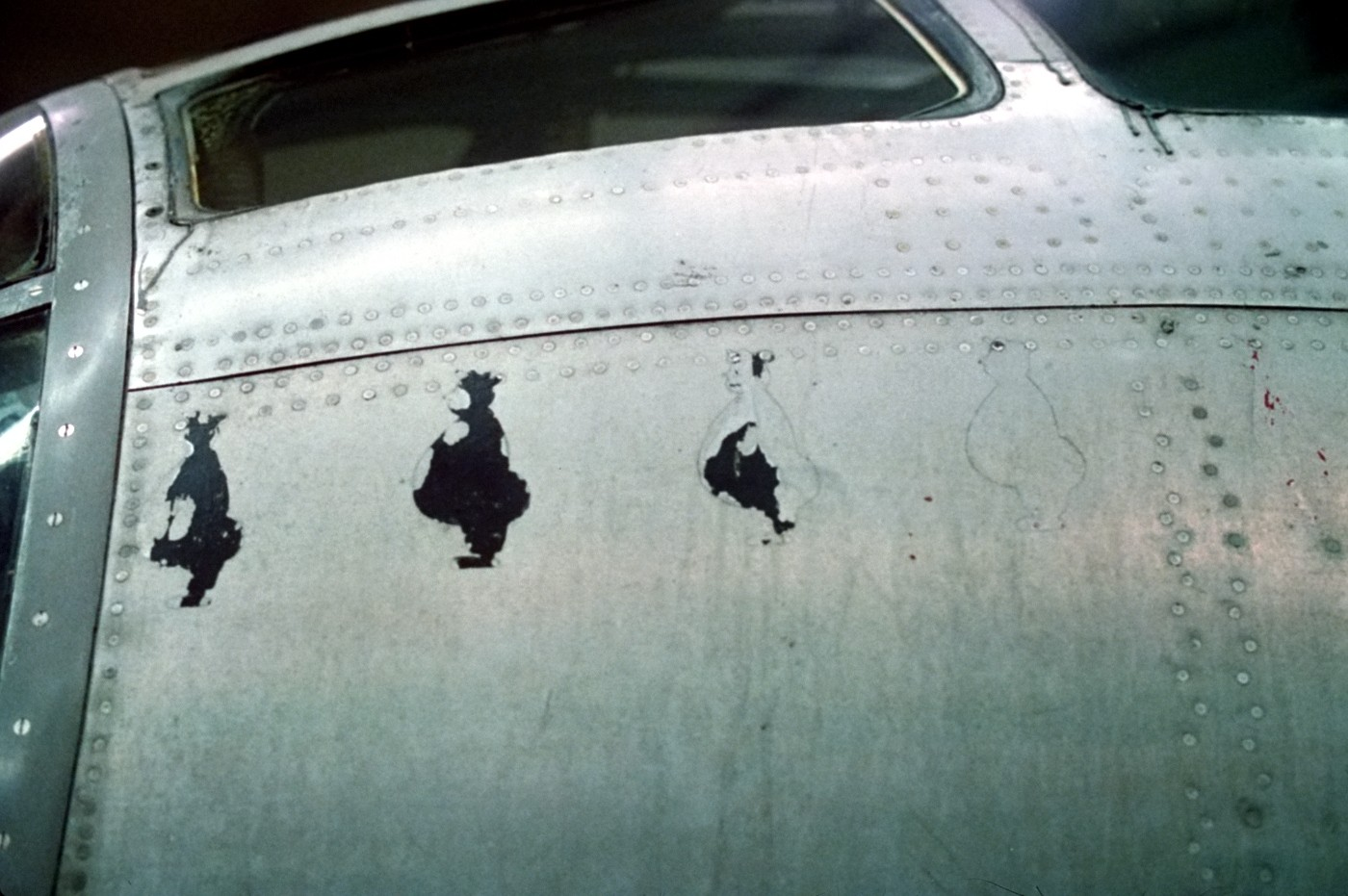
Detalle del exterior de la cabina del Enola Gay cuando estaba en el almacén del Instituto Smithsoniano en Suitland en 1987.

Se esperaba que la fuerza aérea guardara adecuadamente la aeronave, pero esta permaneció a la intemperie expuesta a los elementos por falta de espacio. Así, varios cazadores de recuerdos rompieron y robaron algunas de sus partes y los animales comenzaron a introducirse en el aparato. Paul E. Garber, el primer director del Museo Nacional del Aire del Instituto Smithsoniano, se preocupó por el estado del Enola Gay y por ello el 10 de agosto de 1960 varios empleados de la institución comenzaron a desmantelar el bombardero y trasladaron sus componentes el 21 de julio de 1961 al almacén del Smithsoniano en Suitland, Maryland.
El Enola Gay estuvo allí muchos años, pero a inicios de la década de 1980 dos veteranos del 509.º Grupo Compuesto, Don Rehl y Frank B. Stewart, comenzaron a solicitar la restauración y exposición del aparato. Ambos consiguieron que Paul Tibbets y el senador Barry Goldwater los apoyaran. En 1982, Walter Boyne, antiguo piloto de un bombardero B-52 para el Mando Aéreo Estratégico, fue nombrado director del Museo Nacional del Aire y el Espacio y convirtió la restauración del Enola Gay en una prioridad. Mientras miraba el bombardero desmantelado, Tibbets dijo: «Triste reencuentro. Mis buenos recuerdos, y no me refiero al lanzamiento de la bomba, son muchos de cuando volé en el avión… Le exigí lo máximo y nunca me falló… Es probablemente la pieza de ingeniería más hermosa que jamás haya pilotado nadie».

## Restauración

### Controversia en su exhibición

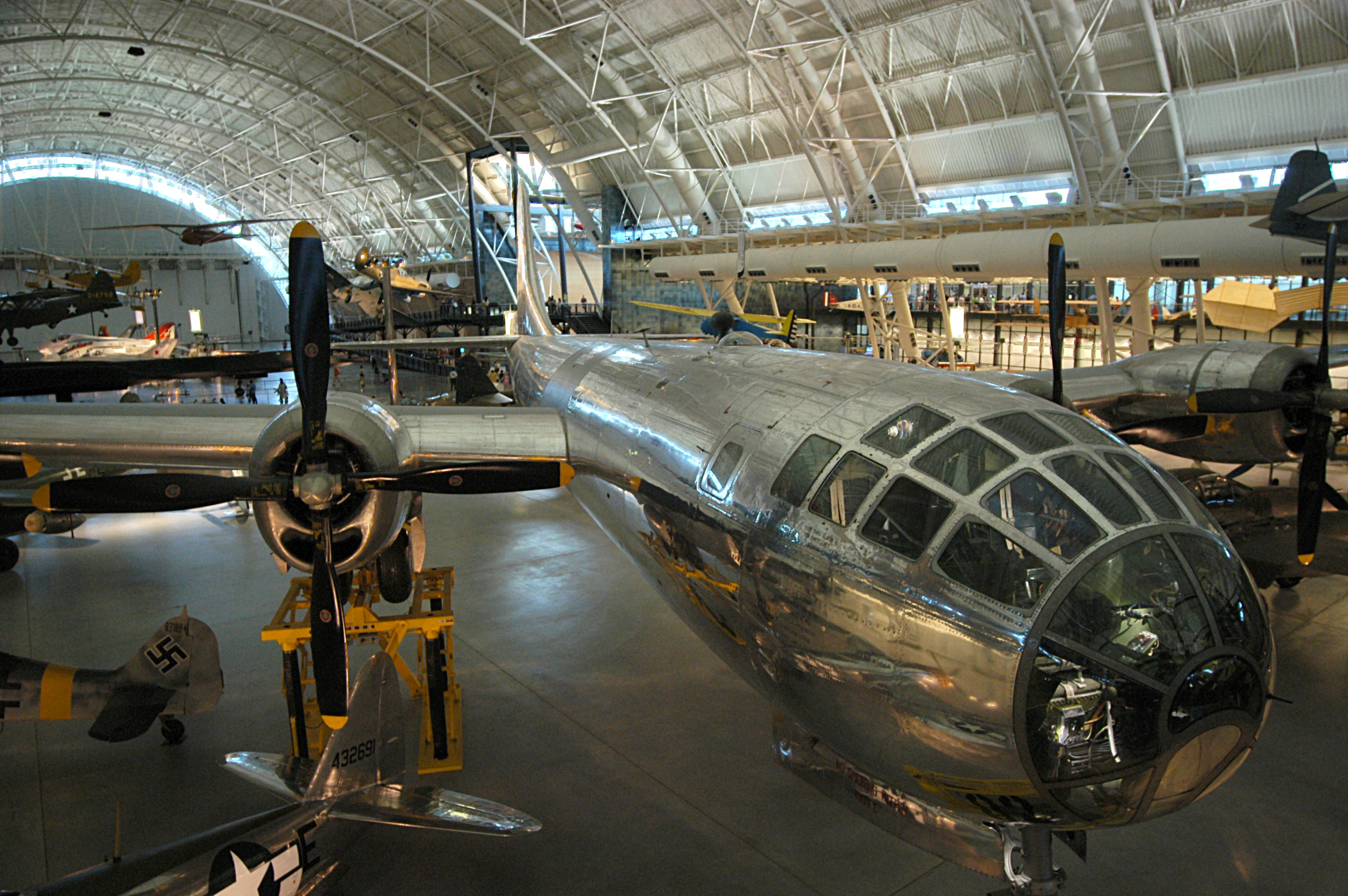
El Enola Gay en el Centro Steven F. Udvar-Hazy del Museo Nacional del Aire y el Espacio de Estados Unidos, junto al Aeropuerto Internacional Dulles (foto de 2004).

El Enola Gay se convirtió en el centro de una polémica cuando en 1995 el Instituto Smithsoniano anunció que iba a exhibir parte del fuselaje del aparato en una exposición para conmemorar el 50.º aniversario del bombardeo de Hiroshima. La exposición, titulada The Crossroads: The End of World War II, the Atomic Bomb and the Cold War, fue elaborada por el Museo Nacional del Aire y el Espacio y tuvo como pieza fundamental la parte restaurada del Enola Gay.
Las críticas negativas sobre la exposición, especialmente las vertidas por la Legión Estadounidense y la Asociación de la Fuerza Aérea, cargaron contra el hecho de que se centraran en recordar las muchas muertes causadas por la bomba atómica en lugar de en la motivación que había detrás de su uso y el papel decisivo que tuvo en poner fin a la guerra con el Imperio del Japón. Esta exposición reavivó el viejo debate académico y político en los Estados Unidos sobre la visión retrospectiva de los bombardeos atómicos. La polémica forzó la dimisión de Martin Harwit, entonces director del Museo Nacional del Aire y el Espacio.
El fuselaje de la parte delantera del Enola Gay se expuso el 28 de junio de 1995. Unos días después, el 2 de julio, tres personas fueron arrestadas por arrojar cenizas y sangre humana sobre el bombardero, y antes otra persona había manchado la alfombra de la exposición con pintura roja. La polémica exposición cerró el 18 de mayo de 1998 y el fuselaje del aparato regresó al almacén para proseguir con su restauración.

### Restauración y exposición
La restauración del bombardero había comenzado el 5 de diciembre de 1984 en las Instalaciones de Almacenamiento, Preservación y Restauración Paul E. Garber ubicadas en Silver Hill (Maryland). Las hélices que tuvo el bombardero durante la misión de Hiroshima se enviaron a la Universidad de Texas A&M, dos de los motores fueron reconstruidos en las instalaciones Garber y otros dos en el Museo del Aire y el Espacio de San Diego. Los trabajos fueron lentos y meticulosos porque cada componente se limpió con cuidado. Determinados elementos e instrumentos de la aeronave habían sido retirados y nunca se encontraron, otros sí se localizaron y algunos tuvieron que fabricarse de nuevo, pero con marcas identificativas para que futuros restauradores los puedan distinguir de los componentes originales. En total, la restauración del bombardero llevó 300 000 horas de trabajo.
Mientras la parte delantera estuvo expuesta entre 1995 y 1998, los trabajos continuaron en otras partes de la aeronave. Entre marzo y junio de 2003, el bombardero se trasladó en varias piezas al Centro Steven F. Udvar-Hazy del Museo Nacional del Aire y el Espacio, situado en Chantilly (Virginia), junto al Aeropuerto Internacional de Washington-Dulles. Allí se reunieron por primera vez desde 1960 las alas y el fuselaje del aparato. El ensamblaje estuvo completado el 8 de agosto de 2003 y desde el 15 de diciembre de 2003 el Enola Gay íntegro está en exposición permanente en el Centro Steven F. Udvar-Hazy del instituto Smithsoniano, junto a otros aviones que marcaron historia.

El Enola Gay en el Museo Nacional del Aire y el Espacio de Estados Unidos.